# ساین‌پست
ساین‌پُست (انگلیسی: The Signpost، پیش‌تر The Wikipedia Signpost) نشریهٔ آنلاین ویکی‌پدیای انگلیسی است. این خبرنامه با مشارکت ویراستاران ویکی‌پدیا به صورت آنلاین منتشر و توسط اجتماع ویکی‌پدیا مدیریت می‌شود. ساین‌پست در ژانویهٔ ۲۰۰۵ توسط ویکی‌پدین مایکل اسنو بنیان گذاشته شد.